# (30941) 1994 CJ11
(30941) 1994 CJ11 est un astéroïde de la ceinture principale d'astéroïdes de 4,057 km de diamètre découvert en 1994.

## Description
(30941) 1994 CJ11 a été découvert le 7 février 1994 à l'observatoire de La Silla, au Chili, par Eric Walter Elst.

### Caractéristiques orbitales
L'orbite de cet astéroïde est caractérisée par un demi-grand axe de 2,72 ua, un périhélie de 2,45 ua, une excentricité de 0,010 et une inclinaison de 22,09° par rapport à l'écliptique. Du fait de ces caractéristiques, à savoir un demi-grand axe compris entre 2 et 3,2 ua et un périhélie supérieur à 1,666 ua, il est classé, selon la JPL Small-Body Database, comme objet de la ceinture principale d'astéroïdes.

### Caractéristiques physiques
(30941) 1994 CJ11 a une magnitude absolue (H) de 14,1 et un albédo estimé à 0,270, ce qui permet de calculer un diamètre de 4,057 km. Ces résultats ont été obtenus grâce aux observations du Wide-Field Infrared Survey Explorer (WISE), un télescope spatial américain mis en orbite en 2009 et observant l'ensemble du ciel dans l'infrarouge, et publiés en 2012 dans un article présentant les résultats concernant 13 511 astéroïdes de la ceinture principale.